# Osteolepiformes
De Osteolepiformes zijn een orde van uitgestorven kwastvinnigen. De orde omvat de twee families Megalichthyidae en Osteolepidae. De orde heeft lang bestaan: vertegenwoordigers ervan verschenen in het Vroeg-Devoon; pas 130 miljoen jaar later, in het Vroeg-Perm, stierven de laatste vertegenwoordigers uit. Veel paleontologen zijn van mening dat de Osteolepiformes de voorouders van de amfibieën zijn.

## Kenmerken
Het slanke lichaam was bedekt met dikke rombische schubben, de borstvinnen bevonden zich tamelijk diep aan de romp. De borst- en buikvinnen waren kort en afgerond. De staartvin kan homocerk of heterocerk geweest zijn.

## Indeling
- †Gogonasus Long, 1985
- †Gyroptychius Jarvik, 1948
- †Marsdenichthys Long, 1985

Familie Megalichthyidae Hay, 1902
- †Askerichthys Borgen & Nakrem,, 2016
- †Cladarosymblema Fox et al., 1995
- †Ectosteorhachis Cope, 1880
- †Mahalalepis Young, Long & Ritchie, 1992
- †Megalichthys Agassiz, 1843
- †Megapomus Vorobyeva, 1977
- †Megistolepis Vorobyeva Vorobjeva, 1977
- †Palatinichthys Witzmann & Schoch, 2012
- †Sengoerichthys Janvier, Clement & Cloutier, 2007

Familie Osteolepidae
- †Muranjilepis Young & Schultze, 2005
- †Osteolepis Agassiz, 1843
- †Thursius Traquair, 1888

Rijk: Animalia · Phylum/Afdeling: Chordata · Klasse: Sarcopterygii · Subklasse: Tetrapodomorpha · Superorde: Osteolepidida